# Kapstok

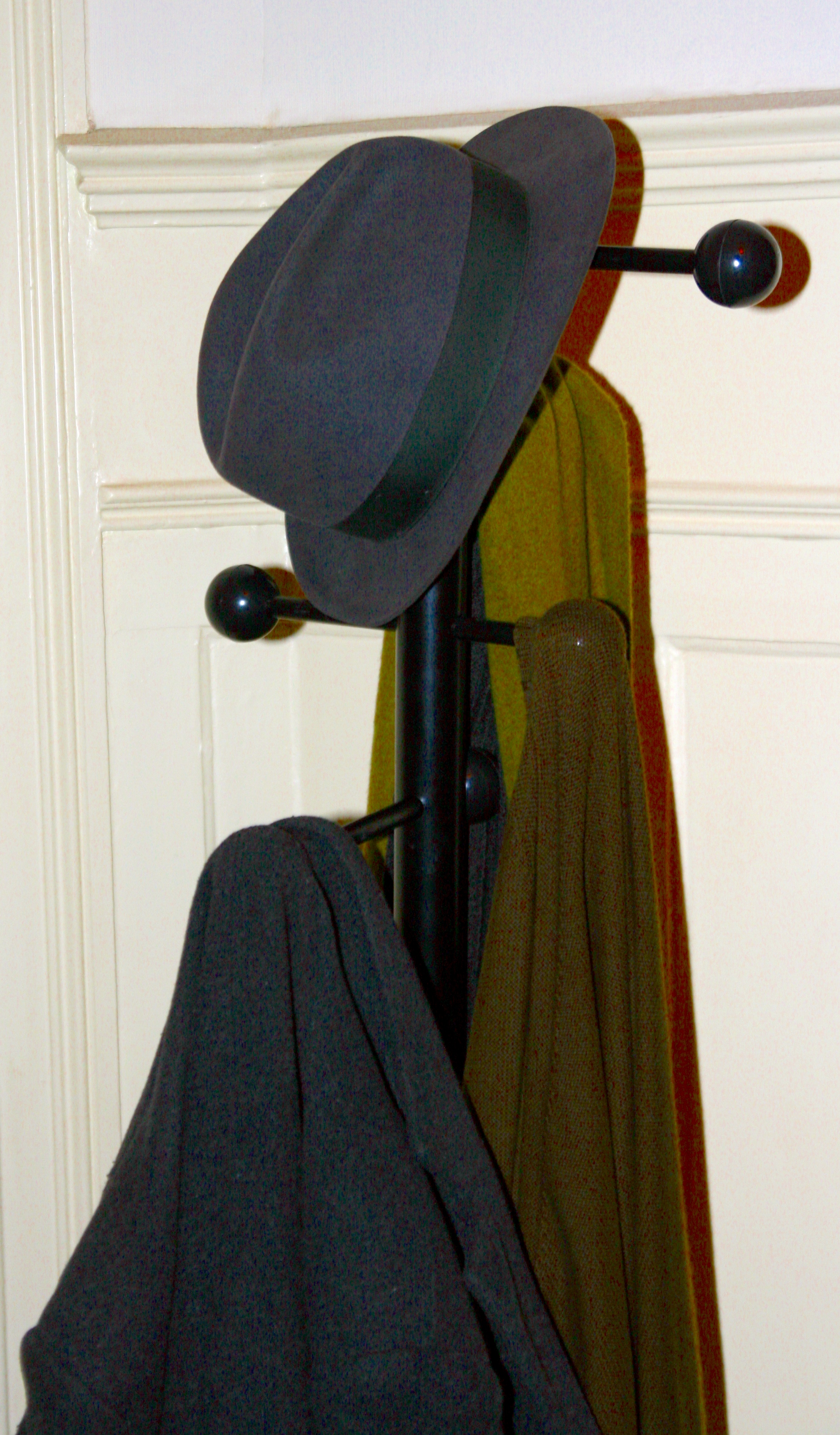
Staande kapstok

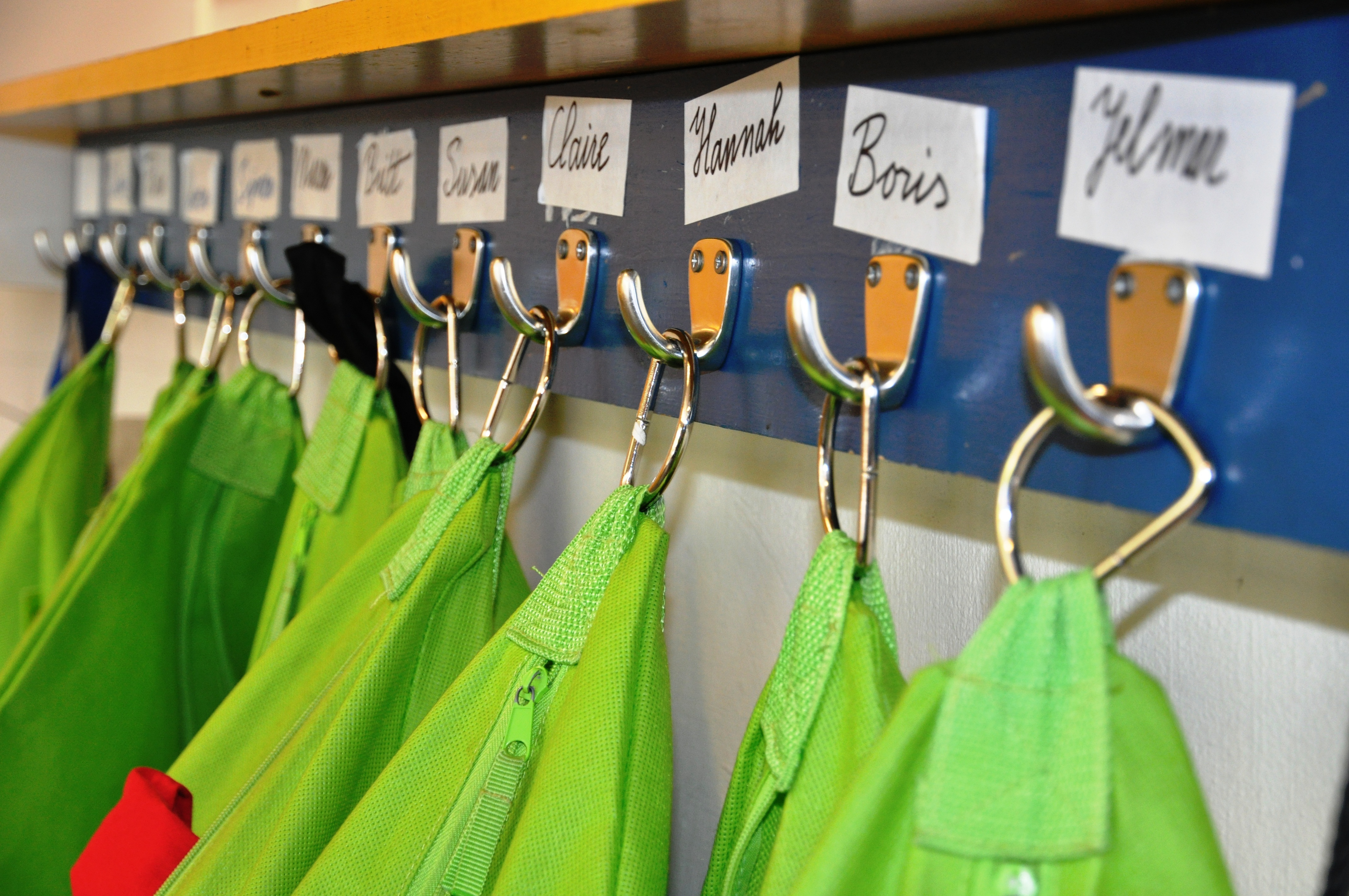
Hangende kapstok

Een kapstok is een meubelstuk speciaal bedoeld voor het ophangen van jassen en voorheen ook hoeden. Vaak bevindt een kapstok zich in de hal of gang zodat jassen bij binnenkomst opgehangen kunnen worden. Een kapstok biedt vaak ook de mogelijkheid onderin paraplu's neer te zetten.
Men kan twee typen kapstokken onderscheiden naar de manier waarop jassen kunnen worden opgehangen: 
- een kapstok met haakjes; jassen kunnen aan het lipje in de nek opgehangen worden;
- een kapstok met kledinghangers; jassen moeten hier omheen gehangen worden.

Verder kan men onderscheid maken tussen losstaande kapstokken en kapstokken die aan een wand zijn bevestigd.
Een kapstok is nuttig omdat jassen hierdoor beter kunnen drogen dan als ze op een stapel liggen, beter terug te vinden zijn en over het algemeen ziet het er ook netter uit.
In sommige films en series spelen kapstokken een kleine rol omdat de hoofdrolspeler hier dan zijn hoed bij binnenkomst opwerpt. Voorbeelden zijn Toen was geluk heel gewoon, Baantjer, en James Bond. In Debiteuren Crediteuren van Jiskefet kregen de haakjes zelfs een eigen aflevering.

## Figuurlijk
In figuurlijke zin wordt er over een kapstok gesproken als synoniem voor een startpunt dat als aanknopingspunt dient voor andere zaken. Zo fungeren de missie en strategie van een bedrijf als kapstok voor het op te stellen beleid, en dient het themaverhaal van een kinderkamp als kapstok voor de te verzinnen spelletjes. 